# Tisztviselők LE
A Tisztviselők Labdarúgó Egylete egy megszűnt labdarúgócsapat, melynek székhelye Budapesten volt. A csapat két alkalommal bronzérmes lett az NB II-ben még az 1905-ös és az 1906–07-es idényben. 1913-ban a klub megszűnt.

## Névváltozások
- 1900–1901 Ganz-Waggongyári Tisztviselők Labdarúgó Egyesülete / sötétkék-világoskék csapatszínek /
- 1901–1909 Ganz Tisztviselők Labdarúgó Egylete
- 1909–1911 Lipótvárosi Torna Club
- 1911–1913 Tisztviselők Labdarúgó Egylete

## Sikerek
NB II
- Bronzérmes: 1905, 1906–07